# Vladislav Panteleev
Vladislav Vladimirovič Panteleev (in russo Владислав Владимирович Пантелеев?; Aleksin, 15 agosto 1996) è un calciatore russo, centrocampista del Medialiga.

## Caratteristiche tecniche
È un centrocampista centrale.

## Carriera

### Club
Cresciuto nelle giovanili dello Spartak Mosca, ha esordito con la seconda squadra il 15 aprile 2014 in occasione di un match di campionato pareggiato 1-1 contro il Rjazan'.

### Nazionale
Tra il 2018 ed il 2019 ha giocato 2 partite con la nazionale russa Under-21.